# Campeonato Paulista de Futebol de 1938
O Campeonato Paulista de Futebol de 1938 foi a 4.ª edição do campeonato organizado pela LFESP e é reconhecido como legítima edição do Campeonato Paulista de Futebol pela FPF.
Teve o Corinthians como campeão invicto e o São Paulo como vice-campeão.
O artilheiro foi Elyseo Siqueira, do São Paulo, com 13 gols.

## História
O Corinthians liderava o campeonato com dois pontos de vantagem sobre o vice-líder, o São Paulo. Ambos se encontraram na última rodada, com o São Paulo precisando vencer para empatar em pontos e forçar um jogo desempate. 
O jogo começou no dia 23 de abril de 1939, quando foi interrompido aos 21 minutos, devido a fortes chuvas, com o placar em 1 a 0 para o São Paulo. 
Dois dias depois, em 25 de abril, recomeça a partida, e, com o empate do Corinthians com um gol de Carlito, o time alvinegro sagra-se campeão, com dois pontos de vantagem sobre o vice-campeão São Paulo.

## Participantes
- Corinthians (São Paulo)
- Estudantes Paulista (São Paulo)
- Hespanha (Santos)
- Juventus (São Paulo)
- Luzitano (São Paulo)
- Palestra Itália (São Paulo)
- Portuguesa (São Paulo)
- Portuguesa Santista (Santos)
- Santos (Santos)
- São Paulo (São Paulo)
- São Paulo Railway (São Paulo)
- Ypiranga (São Paulo

## Jogo decisivo
- Corinthians 1 x 1 São Paulo
- Estádio Alfredo Schürig (23/04/1939 e 25/04/1939)
- Gols: Mendes (SP) aos 2' e Carlito (Cor) no 2º tempo.

## Premiação
| Campeão Paulista de 1938 |
| ------------------------ |
| CORINTHIANS (10º título) |

## Classificação final
| Classificação - Final | Classificação - Final | Classificação - Final | Classificação - Final | Classificação - Final | Classificação - Final | Classificação - Final | Classificação - Final | Classificação - Final | Classificação - Final |
| Time | Time                  | PG                    | J                     | V                     | E                     | D                     | GP                    | GC                    | SG                    |
| --- | --------------------- | --------------------- | --------------------- | --------------------- | --------------------- | --------------------- | --------------------- | --------------------- | --------------------- |
| 1 | Corinthians           | 16                    | 10                    | 6                     | 4                     | 0                     | 19                    | 10                    | 9                     |
| 2 | São Paulo             | 14                    | 10                    | 6                     | 2                     | 2                     | 30                    | 13                    | 17                    |
| 3 | Portuguesa Santista   | 13                    | 10                    | 6                     | 1                     | 3                     | 22                    | 13                    | 9                     |
| 4 | Palestra Itália       | 12                    | 10                    | 5                     | 2                     | 3                     | 21                    | 22                    | -1                    |
| 5 | Juventus              | 9                     | 10                    | 4                     | 1                     | 5                     | 14                    | 15                    | -1                    |
| 6 | Santos                | 9                     | 10                    | 4                     | 1                     | 5                     | 22                    | 18                    | 4                     |
| 7 | Portuguesa            | 8                     | 10                    | 4                     | 0                     | 6                     | 20                    | 18                    | 2                     |
| 7 | Hespanha              | 8                     | 10                    | 4                     | 0                     | 6                     | 15                    | 18                    | -3                    |
| 7 | São Paulo Railway     | 8                     | 10                    | 3                     | 2                     | 5                     | 19                    | 23                    | -4                    |
| 10 | Ypiranga              | 7                     | 10                    | 3                     | 1                     | 6                     | 15                    | 23                    | -18                   |
| 11 | Luzitano FC           | 4                     | 10                    | 2                     | 0                     | 8                     | 12                    | 38                    | -26                   |
| PG - pontos ganhos; J - jogos; V - vitórias; E - empates; D - derrotas; GP - gols pró; GC - gols contra; SG - saldo de gols |                       |                       |                       |                       |                       |                       |                       |                       |                       |